# Liste der Lieder von Balgeroth
Dies ist eine tabellarische Liste der Lieder von Balgeroth, einer deutschen Metal-Band. Sie umfasst alle Stücke, die die Band seit ihrer Gründung 2015 veröffentlicht und interpretiert hat. Die Einträge sind nach Titelname alphabetisch absteigend sortiert. Es sind Urheber und der jeweilige Tonträger verzeichnet, auf dem das Lied veröffentlicht wurde.

## Erläuterungen zur Liste
In den Spalten der Tabelle sind neben dem Titel des Musikstücks, den Namen der Autoren und dem Titel des Tonträger, auf dem das Stück veröffentlicht wurde, die Zeitdauer des Titels in Minuten und Sekunden, das Jahr der Veröffentlichung und gegebenenfalls zusätzliche Anmerkungen angegeben.
Die Tabelle ist per Voreinstellung alphabetisch nach dem Titel des Musikstücks sortiert. Darüber hinaus kann sie nach den anderen Spalten durch Anklicken der kleinen Pfeile im Tabellenkopf auf- oder absteigend sortiert werden.

## Liste der Lieder
| Titel                            | Autor(en)      | Tonträger                        | Dauer | Jahr | Anmerkungen                                 |
| -------------------------------- | -------------- | -------------------------------- | ----- | ---- | ------------------------------------------- |
| Blutgott                         | Thomas Gurrath | Böse bis ins Blut                | 7:11  | 2021 | CD 2 auf dem Debauchery-Album Monster Metal |
| Blut für den Blutgott            | Thomas Gurrath | Menschenhass                     | 4:21  | 2015 | CD 2 auf dem Debauchery-Album F*ck Humanity |
| Blutgott Blitzkrieg              | Thomas Gurrath | In der Hölle spricht man Deutsch | 5:26  | 2018 | Split-Album mit Debauchery, CD 1            |
| Blutgott erwache                 | Thomas Gurrath | Götter der Vernichtung           | 4:41  | 2018 | Bonus-CD auf dem Split-Album mit Debauchery |
| Blutmusik                        | Thomas Gurrath | In der Hölle spricht man Deutsch | 4:09  | 2018 | Split-Album mit Debauchery, CD 1            |
| Böse bis ins Blut                | Thomas Gurrath | Böse bis ins Blut                | 3:28  | 2021 | CD 2 auf dem Debauchery-Album Monster Metal |
| Dämonenschlächter                | Thomas Gurrath | Götter der Vernichtung           | 6:04  | 2018 | Bonus-CD auf dem Split-Album mit Debauchery |
| Dämonische Schlachtmaschine      | Thomas Gurrath | In der Hölle spricht man Deutsch | 3:33  | 2018 | Split-Album mit Debauchery, CD 1            |
| der Schrecken des Waldes         | Thomas Gurrath | Menschenhass                     | 3:49  | 2015 | CD 2 auf dem Debauchery-Album F*ck Humanity |
| Deutsche Kriegsmaschine          | Thomas Gurrath | Menschenhass                     | 4:30  | 2015 | CD 2 auf dem Debauchery-Album F*ck Humanity |
| Die Belagerung von Knochenheim   | Thomas Gurrath | Böse bis ins Blut                | 4:50  | 2021 | CD 2 auf dem Debauchery-Album Monster Metal |
| Drachenungeheuer                 | Thomas Gurrath | Böse bis ins Blut                | 5:19  | 2021 | CD 2 auf dem Debauchery-Album Monster Metal |
| Eisenkrieg                       | Thomas Gurrath | Götter der Vernichtung           | 5:36  | 2018 | Bonus-CD auf dem Split-Album mit Debauchery |
| Eisenkrieger                     | Thomas Gurrath | Menschenhass                     | 4:04  | 2015 | CD 2 auf dem Debauchery-Album F*ck Humanity |
| Feuersturm                       | Thomas Gurrath | Götter der Vernichtung           | 3:33  | 2018 | Bonus-CD auf dem Split-Album mit Debauchery |
| Für den Imperator                | Thomas Gurrath | Menschenhass                     | 4:49  | 2015 | CD 2 auf dem Debauchery-Album F*ck Humanity |
| Gerüstet für den Sieg            | Thomas Gurrath | Götter der Vernichtung           | 3:50  | 2018 | Bonus-CD auf dem Split-Album mit Debauchery |
| Götter der Vernichtung           | Thomas Gurrath | Götter der Vernichtung           | 6:09  | 2018 | Bonus-CD auf dem Split-Album mit Debauchery |
| Hassen Töten Morden              | Thomas Gurrath | Böse bis ins Blut                | 4:26  | 2021 | CD 2 auf dem Debauchery-Album Monster Metal |
| Heilige Drachen                  | Thomas Gurrath | Menschenhass                     | 5:39  | 2015 | CD 2 auf dem Debauchery-Album F*ck Humanity |
| Imperator der Gewalt             | Thomas Gurrath | In der Hölle spricht man Deutsch | 4:44  | 2018 | Split-Album mit Debauchery, CD 1            |
| In der Hölle spricht man Deutsch | Thomas Gurrath | In der Hölle spricht man Deutsch | 3:46  | 2018 | Split-Album mit Debauchery, CD 1            |
| Jenseits des Himmelstors         | Thomas Gurrath | In der Hölle spricht man Deutsch | 3:48  | 2018 | Split-Album mit Debauchery, CD 1            |
| Knochenheim                      | Thomas Gurrath | In der Hölle spricht man Deutsch | 6:03  | 2018 | Split-Album mit Debauchery, CD 1            |
| Menschenfeind                    | Thomas Gurrath | In der Hölle spricht man Deutsch | 4:58  | 2018 | Split-Album mit Debauchery, CD 1            |
| Menschenhass                     | Thomas Gurrath | Menschenhass                     | 6:23  | 2015 | CD 2 auf dem Debauchery-Album F*ck Humanity |
| Mörderbestie                     | Thomas Gurrath | Götter der Vernichtung           | 4:03  | 2018 | Bonus-CD auf dem Split-Album mit Debauchery |
| Mörderbestien Minotauren         | Thomas Gurrath | Menschenhass                     | 4:04  | 2015 | CD 2 auf dem Debauchery-Album F*ck Humanity |
| Mörderkult der Zerfleischer      | Thomas Gurrath | In der Hölle spricht man Deutsch | 3:49  | 2018 | Split-Album mit Debauchery, CD 1            |
| Preist den Blutgott              | Thomas Gurrath | Götter der Vernichtung           | 4:21  | 2018 | Bonus-CD auf dem Split-Album mit Debauchery |
| Schlachte den Teufel             | Thomas Gurrath | In der Hölle spricht man Deutsch | 3:50  | 2018 | Split-Album mit Debauchery, CD 1            |
| Sternenkind                      | Thomas Gurrath | In der Hölle spricht man Deutsch | 4:08  | 2018 | Split-Album mit Debauchery, CD 1            |
| Töten Verkrüppeln Verbrennen     | Thomas Gurrath | Menschenhass                     | 2:51  | 2015 | CD 2 auf dem Debauchery-Album F*ck Humanity |
| Weltenbrand                      | Thomas Gurrath | Götter der Vernichtung           | 3:24  | 2018 | Bonus-CD auf dem Split-Album mit Debauchery |